# Norbert Thom
Norbert Thom (Kleinsteinlohe, Tiefenbach Alto Palatinado, 11 de agosto de 1946-Berna, 21 de abril de 2019) es un economista germano-suizo. Fue profesor de Teoría de la Organización en la Administración de Empresas y de Recursos Humanos en la Universidad de Berna hasta su jubilación en el verano de 2012. 

## Biografía
Norbert Thom estudió Administración de Empresas, su especialidad principal, y Ciencias Económicas y Sociología, sus especialidades secundarias, en la Universidad de Colonia (Alemania). Formó parte del seminario de graduados del European Institute for Advanced Studies in Management (Instituto Europeo de Estudios Avanzados en Gestión, EIASM, por sus siglas en inglés) de Bruselas y optó el título de Doctor en Ciencias Políticas (Dr. rer. pol.) en 1976 con la tesis "Zur Effizienz betrieblicher Innovationsprozesse" (Sobre la eficiencia de los procesos de innovación empresariales). Al mismo tiempo, trabajó como asistente de Erwin Grochla, y en 1984, en Colonia, ganó las oposiciones para ser catedrático de Administración de Empresas. Allí, en la Universidad de Colonia, empezó a impartir clases, aunque sin ser aún profesor titular de cátedra (Privatdozent, en alemán). 
En 1984 fue profesor interino de la cátedra principal de Organización y Recursos Humanos (Organisation und Personalwirtschaft) en la Universidad de Giessen (oficialmente Justus Liebig-Universität Gießen). En 1985, en la Universidad de Friburgo en Suiza, obtuvo la cátedra de Estudios de Gestión, Organización y Recursos Humanos (Führungs-, Organisations- und Personallehre) en las lenguas alemana y francesa, y fue director fundador del Seminario de Gestión Empresarial y Organización de esa casa de estudios.  
En 1991, Norbert Thom se trasladó a la Universidad de Berna, donde fundó el Instituto para Organización y Recursos Humanos (Institut für Organisation und Personal (IOP)), que dirigió hasta el año 2012. En el periodo 2000/2001 fue director interino del Instituto para Gestión de Innovación Internacional (Institut für Internationales Innovationsmanagement) de la Universidad de Berna. En 2002 fue cofundador del Centro de Competencia para Gestión Pública (Kompetenzzentrum für Public Management (KPM)), de carácter interfacultativo, de la Universidad de Berna. 
Norbert Thom asumió numerosos cargos y desempeñó diversas funciones académicas, entre ellas: 
- miembro del Senado de la Universidad de Friburgo (1988-90),
- miembro de la Comisión de Finanzas de la Universidad de Berna y jefe de finanzas de su Facultad de Derecho y de Ciencias Económicas (1992-95),

- portavoz del Departamento de Administración de Empresas de la Universidad de Berna (2001-02),
- miembro del comité permanente del Centro de Competencia para Gestión Pública de la Universidad de Berna desde 2002, y presidente de ese comité en el periodo 2008-2012,

- vicerrector de la Universidad de Berna y, en esa función, responsable de las finanzas y la planificación (1995-1997),
- profesor visitante en las Universidades de Basilea, Berna, Linz, Dresde, Friburgo, Cluj-Napoca (Klausenburg en alemán, en Rumania), Alcalá de Henares y Ratisbona.

En otoño de 2011, Thom se nacionalizó suizo.

## Obra
Thom fue el primer presidente de la Sociedad Suiza para la Administración de Empresas (Schweizerische Gesellschaft für Betriebswirtschaft) de 1990 a 1993, y desde 1997 hasta 2000, miembro del Consejo Científico Suizo (Schweizerischer Wissenschaftsrat), un órgano consultivo del Gobierno Federal en lo concerniente a la política científica. De 2002 a 2014 se desempeñó como vicepresidente de la Volkswirtschaftliche Gesellschaft (Sociedad para la Economía Nacional) del cantón de Berna. También fue miembro de la junta directiva (Gesamtvorstand, en alemán) de la Asociación de Profesores Universitarios de Administración de Empresas (Verband der Hochschullehrer für Betriebswirtschaft) de 2004 a 2005. 
De 2000 a 2013 ejerció el cargo de vicepresidente de la fundación de la Sociedad Suiza para Organización y Gestión (Stiftung der Schweizerischen Gesellschaft für Organisation und Management), y de 1991 a 2007 fue vicepresidente de la Sociedad Suiza para Organización y Gestión (Schweizerische Gesellschaft für Organisation und Management). 
Norbert Thom ha publicado aproximadamente 365 artículos especializados en revistas y compilaciones, y más de 515 colaboraciones y artículos más breves en diarios y revistas especializadas y de carácter general. Es autor o editor de más de 30 libros que tratan, sobre todo, temas como la gestión de innovación empresarial y sugerencias operacionales, la concepción y elaboración de programas para impulsar la formación de futuros ejecutivos y administradores, la gestión del cambio en empresas públicas y privadas, o la gestión pública en todas las áreas del Estado. Particular éxito han tenido sus iniciativas respecto del perfil profesional del organizador (o de los organizadores) en Alemania y Suiza. Algunas de sus publicaciones han sido traducidas a diferentes idiomas: hasta 2016 se han contabilizado 27 lenguas. Además, entre 1986 y 1995 fue el redactor jefe de la revista “Zeitschrift Führung und Organisation” (zfo), y de 1996 a 2005, miembro de su consejo editorial. 
Thom ha presidido diferentes jurados que han concedido, entre otros, los siguientes premios: 
- premio SGO de la Schweizerische Gesellschaft für Organisation und Management (1992-2004, 7 entregas),
- premio Staufenbiel-Award, patrocinado por Joerg E. Staufenbiel (desde 1999, 3 entregas),

- premio REHAU, patrocinado por el grupo Rehau de Suiza (desde 2000, 12 entregas),
- premio IOP-Award, del Institute of Physics (desde 2001, 6 entregas).

En 2003, 2005, 2007, 2009, 2011 y 2013 formó parte del jurado del premio Seghezzi, que concede la Schweizerische Stiftung für Forschung und Ausbildung "Qualität" cada dos años a trabajos científicos en el área de la gestión de calidad. De 2003 a 2012 fue también miembro del jurado del Swiss HR-Award, uno de los premios más prestigiosos del sector de recursos humanos que se otorga anualmente en Suiza.
El 17 de octubre de 2016 se creó la “Fundación Norbert Thom”, que premia los trabajos científicos de las universidades suizas relacionados con el área de la gestión pública y privada. 
Desde 1981 es miembro de la asociación estudiantil católica Akademische Verbindung Hansea-Berlin zu Köln im CV, y desde 2008 miembro honorario (Ehrenphilister, en alemán) de la asociación Akademische Studenten-Verbindung Burgundia de Berna, que forma parte de la agrupación helvética Schweizerische Studentenverein. 

## Homenajes, premios y distinciones
- 1978: Premio “Karl-Guth” a la mejor tesis doctoral en Alemania en el área “Gebiete der Lehre von der Unternehmungsführung” (Teoría de la gestión de empresas)
- 1986: coganador del premio “Peter-Curtius-USW” del Universitätsseminar der Wirtschaft
- 1988: Medalla de Honor de la Universidad de Linz, Austria
- 1992: Premio “Denker” por sus contribuciones a la gestión de innovación empresarial y sugerencias operacionales (por primera vez en Suiza se concede el premio a una persona individual)
- 1993: Premio “Goldener Ideen-Oskar” por sus méritos en la docencia e investigación en los campos de la gestión de ideas e innovación (primera persona individual premiada en Suiza)
- 2002: Miembro honorario de la Gesellschaft für Organisation (GfO, Deutschland) (Sociedad para la Organización, Alemania; en esa época era el único miembro honorario aún en funciones)
- 2003: Miembro honorario de la Schweizerischen Gesellschaft für Betriebswirtschaft (Sociedad Suiza para la Administración de Empresas; por entonces, el único catedrático de Administración de Empresas aún en funciones)
- 2005: Doctorado honoris causa (Dr. h. c.) por la Facultad de Ciencias Jurídicas de la Universidad Mykolas Romerist, Vilna, Lituania
- 2006: Doctorado honoris causa (Dr. h. c.) por la Universidad Johannes Kepler de Linz, Austria
- 2006: Doctorado honoris causa (Dr. h. c.) por la Universidad Martín Lutero de Halle-Wittenberg, Alemania
- 2007: Miembro honorario de la Schweizerische Gesellschaft für Organisation und Management (SGO) (Sociedad Suiza para Organización y Gestión)
- 2010: Catedrático honoris causa (Prof. h. c.) de la Universidad Babeș Bolyai en Cluj-Napoca, Rumania
- 2012: Miembro honorario de IDEE SUISSE, Schweizerische Gesellschaft für Ideen- und Innovationsmanagement
- 2013: Senior Fellow en el Kompetenzzentrum für Public Management der Universität Bern (Centro de Competencia para Gestión Pública de la Universidad de Berna)
- 2014: Miembro honorario de la Volkswirtschaftliche Gesellschaft des Kantons Bern (Sociedad para la Economía Nacional, Berna)
- 2019: Miembro honorario de Quer.kraft – der Innovationsverein e.V. Nürnberg

## Publicationes (Selección)
- Norbert Thom, Frauke von Bieberstein, Andreas Hack (Editores): „Menschen in Organisationen“, IOP-Editorial, Bern 2016, ISBN 978-3905766-54-7
- Norbert Thom, Wenger P. Andreas: "Die optimale Organisationsform. Grundlagen und Handlungsempfehlungen", Gabler 2010, ISBN 978-3-8349-2015-7
- Adrian Ritz, Norbert Thom (Editores): "Talent Management", Gabler 2018 (3. edición), ISBN 978-3-8349-1811-6
- Norbert Thom, Joanna Harasymowicz-Birnbach: „Wissensmanagement im privaten und öffentlichen Sektor. Was können beide Sektoren voneinander lernen?“, Vdf Editorial universidad 2005 (2. Auflage), ISBN 3-728-12983-6
- Norbert Thom, Adrian Ritz, Reto Steiner (Editores): „Effektive Schulführung: Chancen und Gefahren des Public Managements im Bildungswesen“, Haupt 2006 (2. edición), ISBN 3-258-06878-X
- Norbert Thom, Adrian Ritz: „Public Management: Innovative Konzepte zur Führung im öffentlichen Sektor“, Gabler 2017 (5. edición), ISBN 3-834-90730-8
- Norbert Thom, Robert J. Zaugg (Editores): „Moderne Personalentwicklung: Mitarbeiterpotenziale erkennen, entwickeln und fördern“, Gabler 2008 (3. edición), ISBN 3-834-91060-0
- Norbert Thom, Andreas P. Wenger, Robert J. Zaugg (Editores): „Fälle zu Organisation und Personal: Didaktik-Fallstudien-Lösungen-Theoriebausteine“, Haupt 2007 (5. edición), ISBN 3-258-07225-6
- Norbert Thom, Adrian Ritz: "Management Public. Concepts innovants dans le secteur public", Prensas francesa  politécnicas y académicos 2013, ISBN 978-2-88074-995-8